# يوليا ينتيش
جوليا جنتيش (بالألمانية: Julia Jentsch)‏ مواليد 20 فبراير 1978 في برلين، ألمانيا، هي ممثلة ألمانية بدأت مسيرتها الفنية عام 1999.

## الأعمال

### أفلام
- قد ولت الأعوام السمينة
- السقوط

## روابط خارجية
- جوليا جنتيش على موقع IMDb (الإنجليزية)
- جوليا جنتيش على موقع ميتاكريتيك (الإنجليزية)
- جوليا جنتيش على موقع روتن توميتوز (الإنجليزية)
- جوليا جنتيش على موقع مونزينجر (الألمانية)
- جوليا جنتيش على موقع قاعدة بيانات الأفلام العربية
- جوليا جنتيش على موقع ألو سيني (الفرنسية)
- جوليا جنتيش على موقع ميوزك برينز (الإنجليزية)
- جوليا جنتيش على موقع أول موفي (الإنجليزية)
- جوليا جنتيش على موقع قاعدة بيانات الأفلام السويدية (السويدية)
- جوليا جنتيش على موقع إن إن دي بي (الإنجليزية)